# Gyulaj Erdészeti és Vadászati Zrt.
Magyarország erdészettel és vadgazdálkodással foglalkozó 22 állami erdőgazdaságának egyike a Gyulaj Erdészeti és Vadászati Zártkörűen Működő Részvénytársaság. Üzemi területe és egységei a dunántúli Tolna vármegyében találhatóak. Európa leghíresebb dámvadállománya a gyulaji vadrezervátum erdejében él. A Zrt. jogelődjei rendkívül gazdag vadászati múltra és eredménylistára tekintenek vissza, mely örökséget a mai napig is sikerült megőriznie a Társaságnak. Gyulaj Erdészeti és Vadászati Zártkörű Részvénytársaságként 2005. november 3-a óta üzemel. Központja Tamási városában található. Jelenleg közel 23 500 ha állami erdőterületen gazdálkodik, és több mint 31 000 ha-on folytat minőségi vadgazdálkodást Tolna vármegyében. Három erdészete a Tamási, Hőgyészi és Pincehelyi Erdészet, az utolsó esetében kiegészülve egy Nagydorogi Irodával. A Társaság négy különböző vadgazdálkodási egységgel (vadászterülettel) rendelkezik, a tamási (gyulaji), a hőgyészi, pincehelyi és németkéri vadászterület. A vadászterületek nagysága 7000 ha-tól 8000 ha-ig terjed. Jelenleg hat vadászházban folyik vendéglátás és fogadás, az óbiródi (Gyulaji Vadászterület) két vadászházban, Kisszékelyen, Kistápén (pincehelyi és németkéri vadászterület) és Csibrákon, illetve Szálláspusztán (Hőgyészi Vadászterület). A Társaság dámszarvas és vaddisznó tekintetében mind zárt, mind szabad területi, gím és őz esetében kizárólag szabadterületi gazdálkodással és vadásztatásával foglalkozik. Részvényei 100%-ban a Magyar Állam tulajdonában vannak, a tulajdonosi jogokat gyakorló jogi személy 2014. nyarától a Földművelésügyi Minisztérium  (FM) volt, amely 2018-tól a negyedik Orbán-kormánytól Agrárminisztérium néven működik tovább.

## Vadgazdálkodásának és vadászati eredményeinek történelme

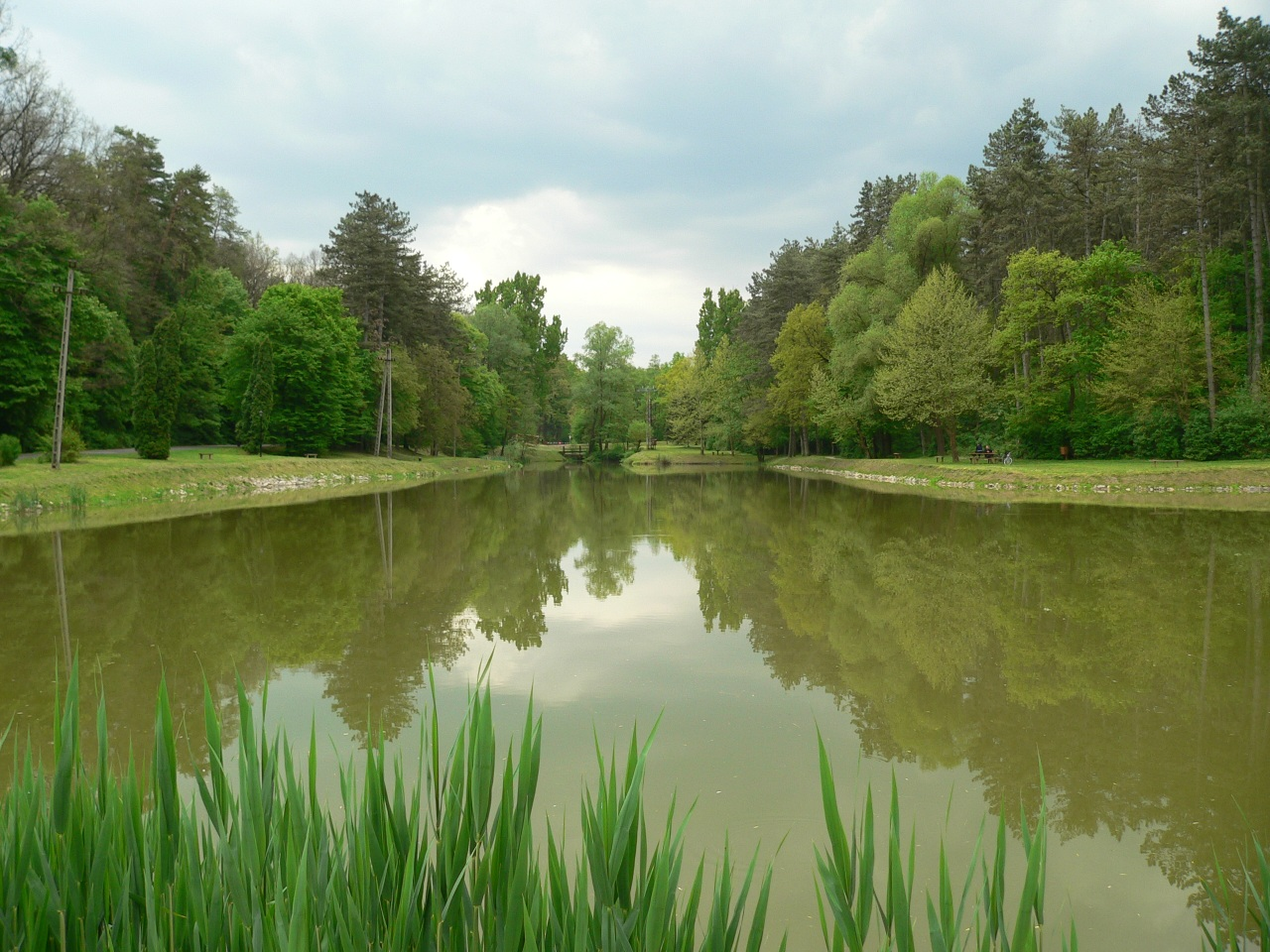
Tó a tamási parkerdőben

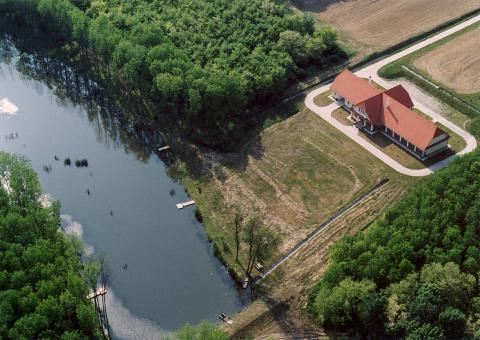
A Gyulaj Zrt. kisszékelyi vadászháza

### Bronzkor, honfoglalás és a királyi idők
Már a honfoglalás előtti időkben különböző vadászati módok voltak jellemzőek a környék, azaz mai Tolna vármegye erdőségeinek, mezeinek vadászati gyakorlatában. Régészek feltételezik, hogy a prémvadászat és keleti jellegű deszkacsapdák használata mellett, az ősi magyarság valószínűsíthetően már hajtásszerűen, íjjal lóhátról vadászott a szarvasra, vaddisznóra, prémes állatokra. Anonymus utalásai is megerősítik a honfoglalás kori magyar törzsek, íjjal és nyíllal történő vadászatát, amikhez kutyák segítségét is alkalmazták. Minden történelmi jel, és forrás arra utal, hogy a bevándorló törzsek ámulattal nézték Kárpát-medence és Délnyugat-Dunántúl vad- és halbőségét. Régészek által feltárt leletek sokasága bizonyítja, hogy már a bronzkorban, és természetesen a honfoglalás korában is jelen volt a helyi vadgazdálkodásban jelenleg is nagy szerepet betöltő vaddisznó és gímszarvas.
A letelepedést és földművelés meghonosodása után a vadászati szokások, jellemzők is megváltoztak. A királysággal járó társadalmi átalakulások a vadászati jogot, gyakorlatot és az eredményeket is merőben érintették. A királyi időkben alakultak ki a környékre is oly jellemző vadászati szakmák, és a számukra alapított falvak, települések. Hőgyész, az akkori királyi hermelinvadászok (~hőgyészek) lakhelye volt. Megtalálhatóak voltak egyéb vadászati foglalkozás képviselői is, mint a bölényvadászok, nyestfogók, agarászok, solymászok. A királyi, udvari vadászatok javarészt szervezett hajtásokon történtek, ahol a lóhátról, nyíllal és íjjal lőtték a nagyvadat, illetve közepes vadat (akkoriban a nagyvadnak csak a bölény, míg közepes vadnak a szarvas, vaddisznó és medve számított). A kutyák által megállított vaddisznót az udvar vadászai dárdával döfték le. A vadász kutyák különböző fajtáinak helyi megjelenését is nyomon lehet követni. Az első vadászati törvény (1092) Tolna vármegye mai területén is megtiltotta az ünnepnapi vadászatok szervezését, bonyolítását. II. Ulászló 1504-ben már személyi tilalmat is bevezetett, melyben a jobbágyoktól vette el a vadászati jogot szarvasra, őzre, nyúlra, vaddisznóra, fácánra, császármadárra. A későbbi török, oszmán időkben e területre is jellemző volt a megszállók általi korlátlan vadűzés és pusztítás, mely a tolnai erdőségek vadbőségét is megcsappantatta.
A 18. században a török idők után regenerálódott helyi vadállományok vadászata, „ágazati” besorolásként értelmezve egyfajta „védelmi" apparátusként, kármegelőzésként, vagy a kártevők irtásaként történt. Akkoriban a vadászati jog a földbirtokosi nemes személyéhez, majd a föld tulajdonához tartozott. III. Károly óta értelmezhető a vadászat az erdészet egyik üzemágaként, illetve már akkoriból található forrás, mely arról számol be, hogy egyes területek már lődíjjal és vadászati jog haszonbérletbe adásáról számoltak be, emellett pedig kiterjedt vadászati tilalom vonatkozott egyes vadfajokra is. Mária Terézia 1767-es születésű Urbáriuma tartalmazza a vadkár- elhárítás kötelezettségének jogi szabályozását, jogi hátterét. Az 1786-os keltezésű, II. József által kiadott vadászati szabályzat megerősíti, hogy a vadászat joga a földesúr kizárólagos joga, ám azt már nemesnek bérbe adhatja. Más vadászterületére még sebzett vad keresése és üldözésekor sem szabadott átmenni. A ragadozókat és a „vadasokból kitörő sörtevadat” bárki elpusztíthatta a terménye védelme érdekében, sőt ha ezt a földesúr nem követelte meg 25 aranyra büntették. A mezőgazdasági földek ekkor már bekeríthetőek voltak.

### Vadászati fénykor, hercegi vadászatok és eredményeik
A Gyulaj Zrt. egységi területeinek tulajdoni viszonyait vizsgálva két nagy nemesi családnév merül fel, melyek uralták a 18 – 19. század tolnai földterületeit. A két nemesi, nagyhatalmú és tehetős család a Hőgyész (gazdasági központja Szálláspusztán volt), Lengyel környéki Apponyi család volt, míg az ozorai, tamási, gyulaji birtokok felett az Esterházy família uralkodott.

1775-ben érkezett először Tamásiba vadászni Esterházy Miklós herceg tábornagy. Források beszámolnak, hogy 1780 körül Sándor Lipót főherceg is vadászott itt több gróffal együtt is. A mintegy félmillió holdas hercegi birodalom a török hódoltság utáni időkben alakult ki, melyet adománylevéllel adományozott a családnak N. Leopold Király a kimagasló vitézség meghálálásáért. A régióbéli hercegi uradalom központja az ozorai várban volt. A később Európa- szerte híressé váló „ozorai vadászatok” kezdeményezője herceg Esterházy Miklós volt. A régi, Tamási kővár köveit is felhasználva 1777- 1779. között megépítette a miklósvári vadászkastélyt, mely Tamási egyik városrészének neve mind a mai napig is. A kastély közel 30 szobával rendelkezett kiszolgálva a nagy vadászatok külföldi és belföldi elöljáró vendégeinek igényeit. A vadászatok olyannyira sikeresek és jó hírűek voltak, hogy a korabeli leírások így számolnak be róla: 
…Miklósvár (Tamási) Angliában, Franciaországban, s Koronás Fejedelmünk birtokaiban ismertesb hazánk sok más városainál, mint hogy itt több vadászat kedvelő külföldi Méltóságok számos cselédekkel megjelennek; s kétségkívül Miklósvára hírét mindenfelé elhintik.
 Tamási ma is Vadaskertnek nevezett részében akkoriban két vadaskert működött. 
…Ezen vadkertekben a fekete vadon (vaddisznó), s apróbb állatokon kívül vagynak szarvasok, őzek és kecskék, ezen kecskék nemét itt dámvadnak hívják.

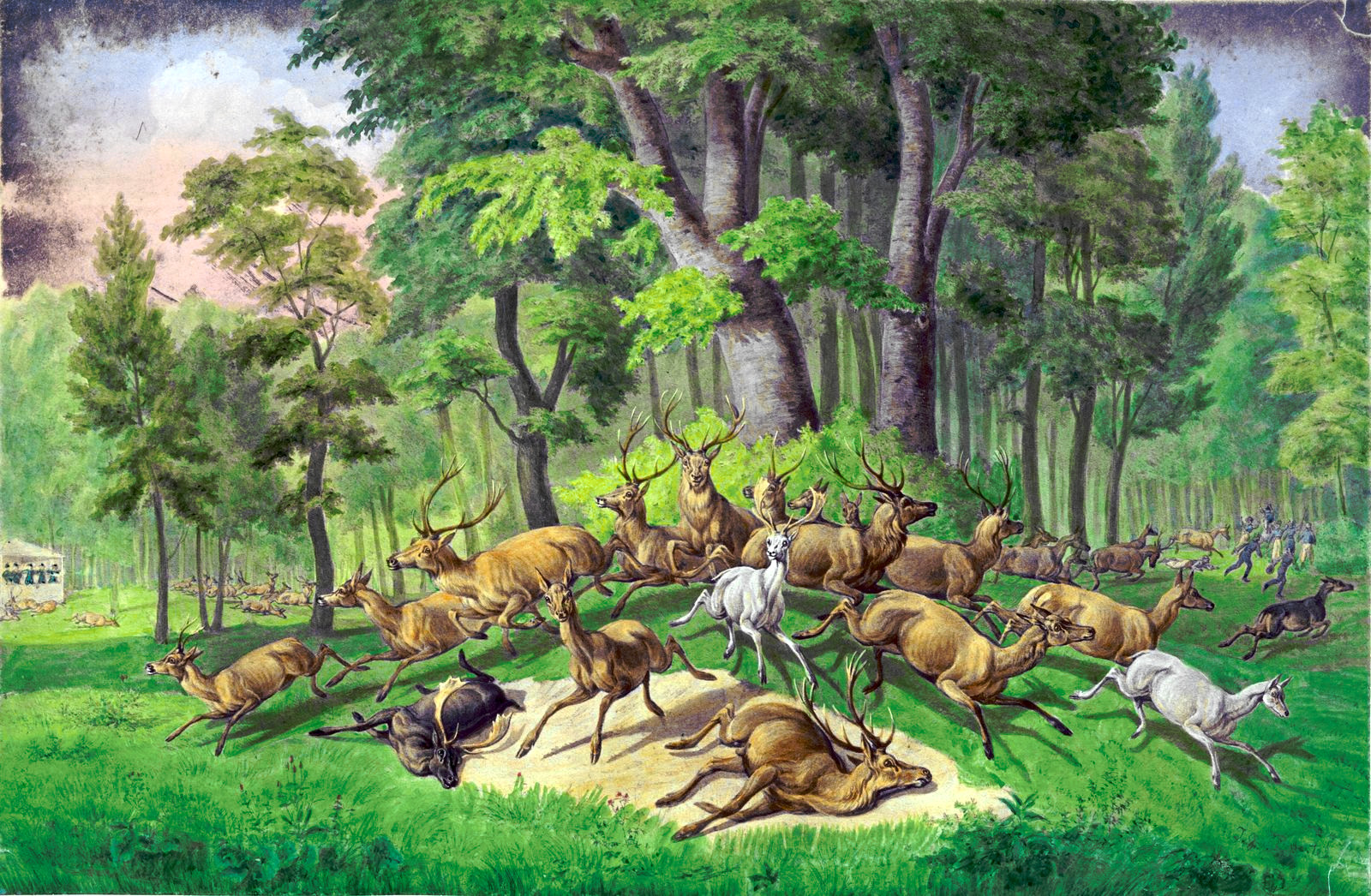
Hercegi vadászatok az Esterházy-birtokon, Dalmandon és környékén

Az 1820-as évek egyik kimutatása szerint 1500 db szarvas „anyavadat”, mintegy 800 db „hímszarvast”, 600 db ünőt és borjút, közel 3000 db dámvadat és 800 vaddisznót említ. A legendás, minden harmadik évben megtartott nagyszabású vadászatok elképesztő mennyiségű anyagmozgatást és szervezést igényeltek, melyeket több hetes előkészület előzött meg. Mind a hajtólétszám, mind a terítéken felgyülemlő vadakat kezelő személyzet beszerzése régiószinten is óriási eseménynek számított, nem beszélve a jelentkező költségekről. Az eszközök, felszerelések a központból, azaz Ozoráról Tamásiba való juttatásakor pl. a speciális vadászati módhoz tartozó kb. 7000 m palánkszövet szállítása 120 ökrös szekeret igényelt. A meghívottak között gyakran szerepeltek nagynevű vendégek, mint Anderson és Palmerston angol lordok, Pazunovszky herceg és a magyarok közül például gróf Zichy miniszter. Beszámolók szólnak róla, hogy egy szeptember 5 –i kezdésű vadászat hajtását már augusztus 21-én elkezdte a személyzet, amihez 2-3 naponként 6000 robotost rendeltek ki a közeli falvakból és több, mint 200 urasági vadászt a távolabbi uradalmakból. Éjszaka őrtüzeket gyújtottak, hogy az előre hajtott vadak éjszakai visszatörését megakadályozzák. A több hetes előrehajtások során az elképesztő mennyiségű vadat a lepuskázáshoz egy viszonylag kicsi 400-500 kataszteri holdas területre hajtották, melyet rendkívül költséges vászonkerítéssel vettek körül. A területre jellemző másik vadászati forma a „palánkcsalitos” (~3 méter magas, deszkakerítés) vadászat, mellyel egy még kisebb (~20 kh), sűrűn bozótos, csalitos területet kerítettek be. A kerítésen áteresztő kapuk voltak, melyekkel szabályozni tudták a vad mozgását. Vadászatokat megelőzően beetetés folyt a csalitokban, hogy minél több vad „önszántából” bejusson a kertbe. A hat napos vadászatok, puskázások menetrendje évről- évre ugyanaz volt, kétnapos szövetvadászat Bankón, egynapos szövetvadászat Dalmandon, egy nap Biródon, egy nap Kocsolán a csalitpalánkban és egy nap a vadas- és vaddisznóskertben. A vadaskert, vaddisznós kert Tamási határában volt található, mely egy telepített, kőkerítéssel masszívan körbevett terület volt, kizárólag vadászatra fenntartva, intenzív etetéssel, „kukoricázással” segítve a vadakat. Bankó, Biród és a Kocsolai határ nagy része mind a mai napig a Gyulaj Zrt. kezelésében áll és a vadászati jogot is ő gyakorolja rajta.
Igénytelen munkámnak feladata volt: hazám egyik elveszett díszének egy szerény emléket állítani, hogy ha már a dolog maga örökre is elveszett, legalább amennyire emberi gondosság a feledékenységtől meg tudná menteni annak emléke fenn tartva legyen.
Biród, mai nevén Óbiród, a későbbi korokban is számos nagyhírű vendég és politikus kedvelt pihenőhelye volt. A Gyulaj Zrt. két vadászházat is üzemeltet Óbiródon. Minden vadászat kürtszóval kezdődött és azzal is végződött este 6 órakor. A vadászatok során sok kutyák is használtak a hajtósorokban. Az elképesztő mennyiségű vad sokszor 300-400-as rudlikba, csoportokba verődve haladt a hajtók előtt. A vadászatok során számos sebzés is történt. A vadászat végén felgyülemlett temérdek mennyiségű elejtett vadból mind a vendégek, mind a hajtó jobbágyok ingyen részesedhettek. A trófeák és vadbőrök a tamási központba lettek szállítva. A megmaradt óriási mennyiségű vadhús pedig kiásott, mély gödrökbe „ a lehető legnagyobb vigyázattal eltemettetett”. Az ilyen gödrök egyik gyűjtőhelye volt a mai is ezen a beszédes néven ismert „Fleischbank” /~hústároló, húsbank/ is. Jellemző az akkori kor vadászat iránti szenvedélyére, hogy egy 1821-es ozorai tűzvész során leégett hercegi istállóban megsemmisült vászonkerítést jobban sajnálta a herceg, mint a bent pusztult 1100 lovat.

### Vadászati világrekordok és sikerek a világháborúk után

#### Dámtrófeák
Az Esterházy család csődje miatt a nagyszabású és legendás vadászatok elmaradtak és ma már a múlt ködébe vesznek. Az utána lévő időszakokban a terület jogviszonyai és így a vadászati jog gyakorlása is sokszor változott, bérletből bérletbe szállt át. A terület vad létszáma a hasznosítás, vadászatok mértékének megfelelően ingadozott. 1925-1926-ban azonban források beszámolnak, hogy erőteljes apasztással kellett az elszaporodott nagyvadak létszámát csökkenteni a tamási erdőgondnokság területén, megelőzvén a tetemes vad által okozott kárt. Figyelemre méltó, hogy a korabeli források a vaddisznót már nem említik meg, mint helyi vadat, és valóban a vaddisznó legközelebb csak az 1950-es évek közepétől jelent meg újra a gyulaji területeken.

##### Rimler-dámbika

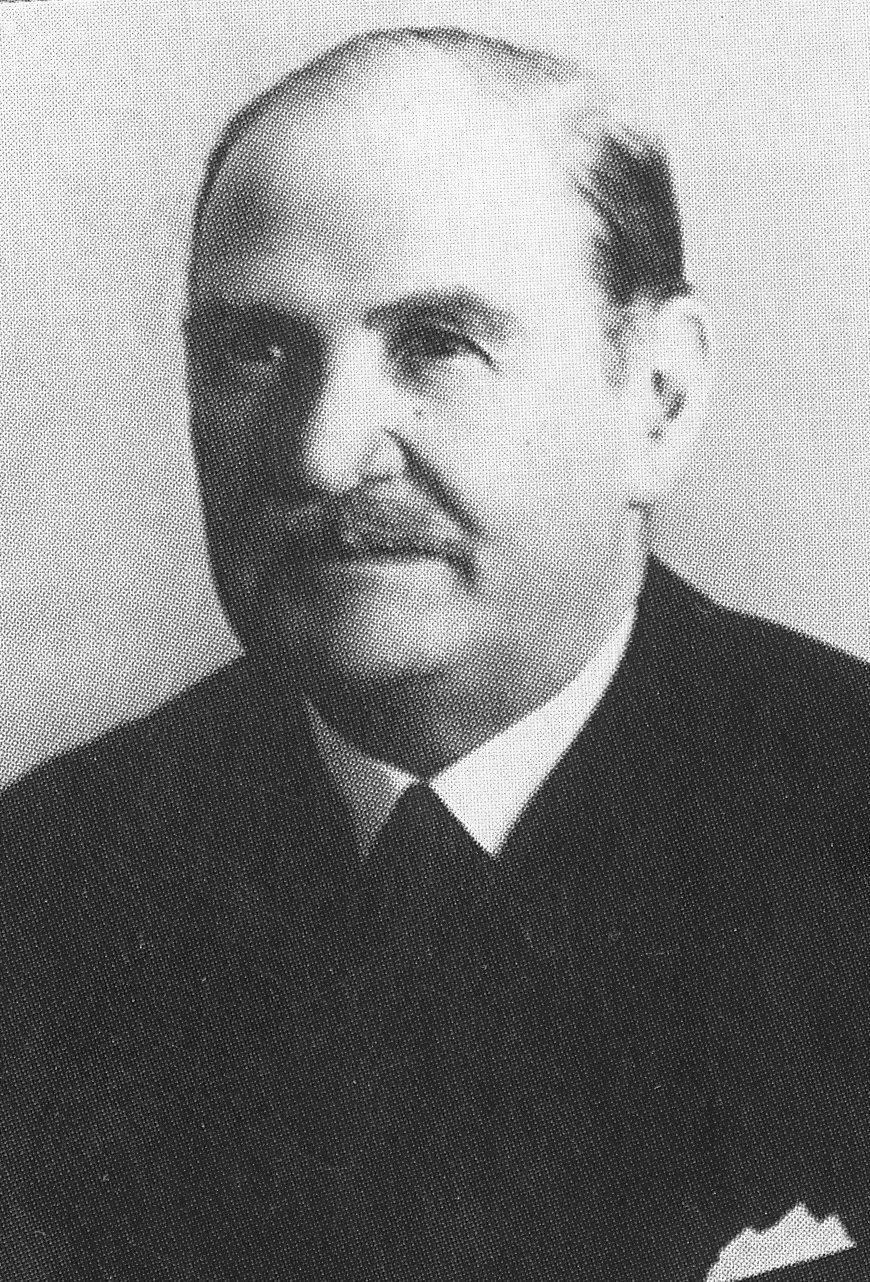
Rimler Pál erdőigazgatóként a trianoni Magyarország legnagyobb kiterjedésű erdőgazdaságát mintagazdasággá fejlesztette

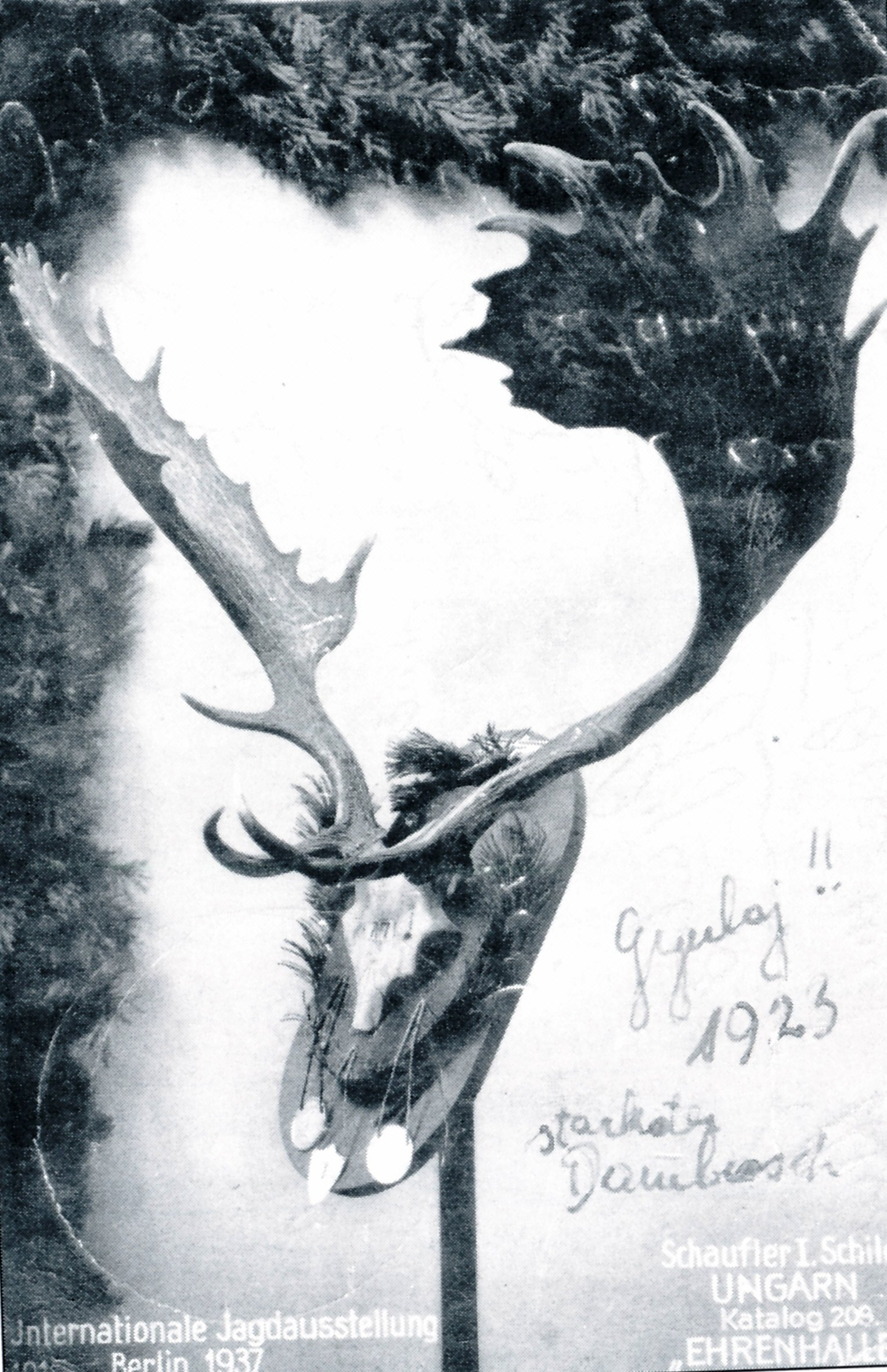
Az 1923-ban elejtett világrekord Rimler- bika 1937-es, berlini kiállítási fotója

A korszak sok, kiváló dámtrófeája közül az egyik legkitűnőbb az 1923-as, ú.n. Rimler- bika a maga 209,26 nemzetközi pontjával és mintegy 4,20kg-os kiskoponyás súlyával. A verekedés közben pusztulásra ítélt dámbikát végül Rimler Pál erdőtanácsosnak ítélték oda, mint elejtője, aki az akkori jogelőd vadgazdálkodásának irányítója volt. A trófeát, mely több érmet is szerzett, 1937-ben a berlini nemzetközi vadászati kiállításon a bírálóbizottság világrekordnak nyilvánította a CIC által javasolt bírálati rendszer és az elért pontok alapján is.
Az 1951-ben megalakuló Gyulaji Vadgazdaság a múlt vadászati és vadbeli örökségét igyekezett tovább vinni. A gazdaság székhelye a terület régi vadászházában volt berendezve és mintegy 17000 ha-on gazdálkodtak. Kiemelt kormány- vadászterület működését is ez idő tájt nyerte el. Irányítója egy személy volt kiegészülve egy adminisztrátorral és öt vadászkerület- vezetővel. A vadászatok és a gazdálkodás felügyeletét az erdőgazdálkodástól teljesen függetlenül az FM látta el. A területen termett kiváló dámlapátok szinte egészen az 1970-es évekig csak önmagukkal tudtak versengeni, nem volt számottevő minőségű vagy mennyiségű ellenfele a gyulaji dámnak a bírálatokon.

##### Fehér '65-dámbika
A korszak első újabb rekord trófea kiválósága Fehér Lajos akkori miniszterelnök- helyettes által került puskavégre. Az első Fehér (’65)- bika az újvidéki (Novi- Sad) nemzetközi vadászati kiállításon elnyerte a világrekord minősítést maga mögé utasítva számos kiváló trófeát a rangsorban. A hivatalos végeredmény 212, 12 CIC pont volt, a trófea súlya pedig 4,30 kg.

##### Fehér '69-dámbika

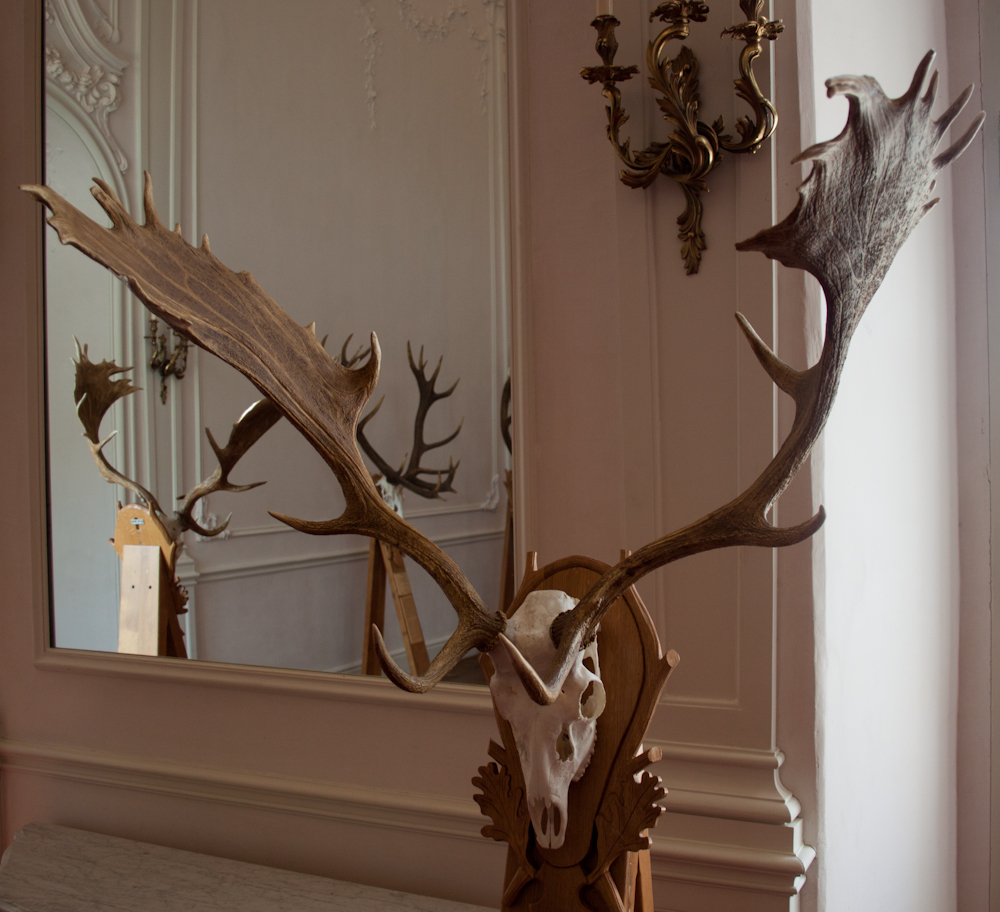
A Fehér '69 dámbika trófeája a hatvani Széchenyi Zsigmond Vadászati Múzeumban

Az újabb világrekordra mindössze négy évet kellett várni és szintén Fehér Lajos, 1969-ben elejtette a későbbi bírálatokon újabb világrekordnak minősített dámbikát. Az ú. n. ’69-es Fehér- bika hivatalos pontszáma 214,99 IP lett, a trófea súlya pedig 3,45 kg. A trófea hivatalos bírálatára az 1971-es Budapesten megrendezett, grandiózus vadászati világkiállításon került sor.

##### Tolnai-dámbika

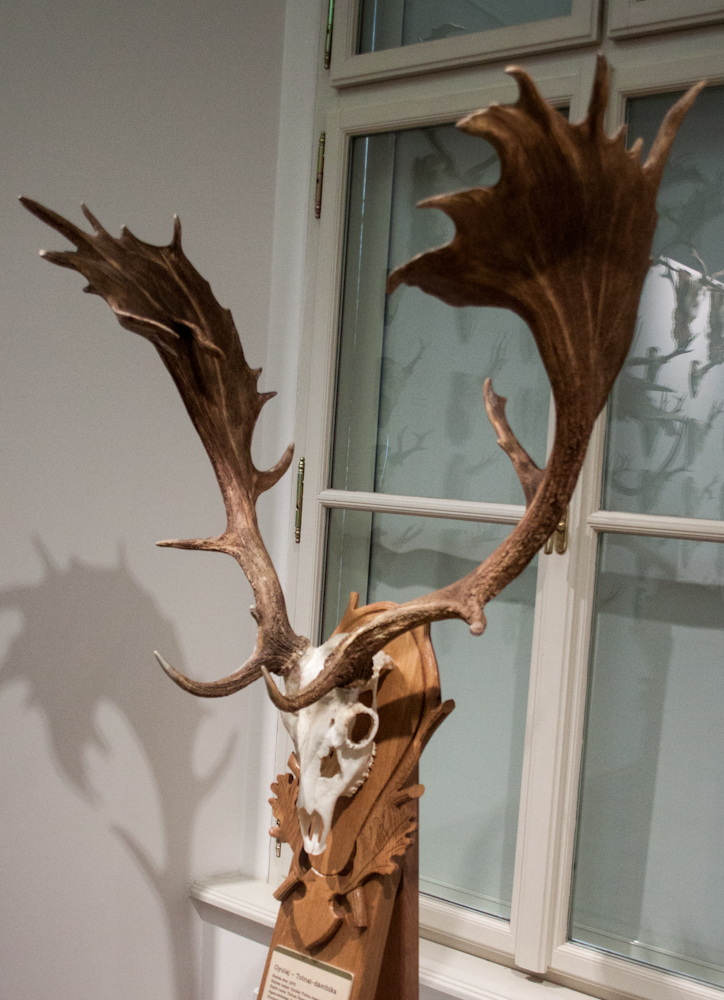
A Tolnai-dámbika

Azonban a sors fintora, hogy ugyanazon a bírálaton, azaz ’71-ben Budapesten az ott elbírált több mint 60 trófea között akadt még egy, szintén Gyulajon elejtett rekordgyanús dámlapát. A gyanú beigazolódott, az 1970-ben elejtett bika trófeája a nemzetközi bírálaton 217, 25 IP ponttal letaszította a ’69-es Fehér- bikát, így az csak nagyon rövid ideig birtokolhatta a világ legjobbjának kijáró díjat. A Tolnai Ferencről, elejtőjéről elnevezett Tolnai- bika kapitális, 5,15 kg-os hivatalos súllyal bíró trófeáját Budapesten a nemzetközi bírálóbizottság új világrekordnak minősítette.

##### Kádár-dámbika
Az újabb rekord sem váratott sokat magára. 1972- ben maga Kádár János, a Magyar Szocialista Munkáspárt egykori főtitkára ejthette el Gyulaj addigi legjobb trófeáját viselő dámbikáját. A dámlapátot az olaszországi Torinóban bírálta el a nemzetközi bírálóbizottság és 220,31 CIC- pontra értékelte 1973-ban, így pár év elteltével a Gyulaj Vadgazdaság újabb világrekordot mutatott be a világnak. Ez a legendás, ú.n. Kádár- bika a maga egészen különleges terpesztésével és csipkézettségével egészen 1992-ig, közel 20 évig őrizte vezető helyét a nemzetközi CIC világranglistán, melyet azóta egyetlen más bika sem tudott produkálni. Az agancs tömege 4,42 kg volt.

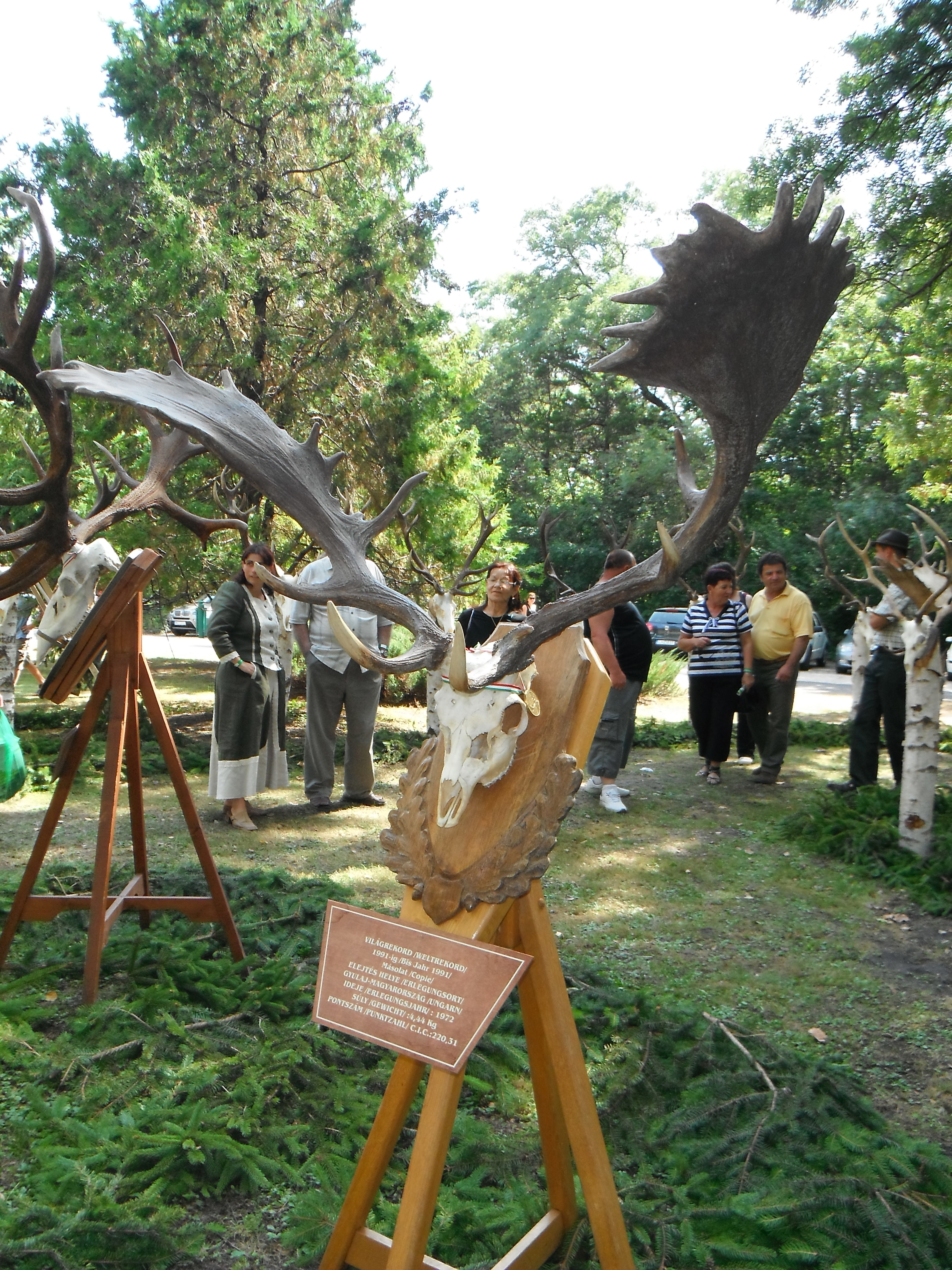
2011-es fotó az 1972-ben Kádár János által elejtett gyulaji világrekord dámbikáról, mely 20 évig tartotta világelsőségét

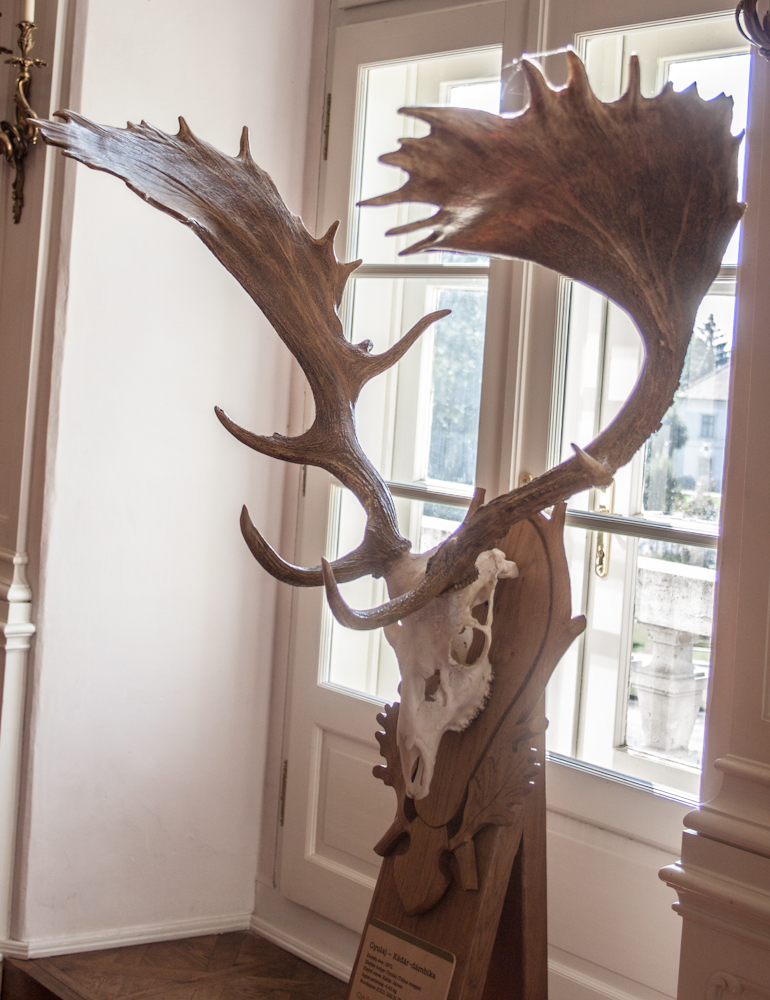
A világrekord Kádár-dámbika trófeája a hatvani Széchenyi Zsigmond Vadászati Múzeumban

A gyulaji dám minőségét jól demonstrálta és egyben egyeduralkodó szerepét is megerősítette, hogy a budapesti, 1971-es vadászati világkiállításon bemutatott 13 ország, több mint 155 dámlapátja közül 15 volt 200,00 IP feletti, melyből 14 db a Gyulaji Vadgazdaságtól származott. 
1969. január 1-ei időponttal a Gyulaji Vadgazdaságot közös irányítás alá vonták a Tamási állami erdőgazdasággal, megalakítva így a Gyulaji Állami Erdő- és Vadgazdaságot. A korszak egyik legnagyobb eseménye volt, hogy a Gyulaji erdőtömböt, szinte a teljes vadászterületet, közel 60 km-es kerítéssel körbekerítették. A kerítés építés 1973-ban fejeződött be, a mai napig áll. 
1993-ban részvénytársasági formát kap az erdőgazdaság, és „GYULAJ” Rt. néven folytatja tovább kiemelkedő szakmai munkáját. Gyulaj Erdészeti és Vadászati Zrt.-ként 2001 óta üzemel a Társaság.
| Községhatár | Elejtés éve | Trófeatömeg | CIC pontszám | Elejtő        |
| ----------- | ----------- | ----------- | ------------ | ------------- |
| Gyulaj      | 1923.       | 4,20 kg     | 209,26 IP    | Rimler Pál    |
| Gyulaj      | 1965.       | 4,30 kg     | 212,12 IP    | Fehér Lajos   |
| Gyulaj      | 1969.       | 3,45 kg     | 214,99 IP    | Fehér Lajos   |
| Gyulaj      | 1970.       | 5,15 kg     | 217,25 IP    | Tolnai Ferenc |
| Gyulaj      | 1972.       | 4,42 kg     | 220,31 IP    | Kádár János   |

#### Gímtrófeák
A gyulaji híres dámszarvas trófeák mellett szép számmal lettek elbírálva kiváló gímtrófeák is. A hajdani Apponyi- uradalom területén, Hőgyészen egyre több kiváló agancsú gímbika lett terítékre hozva. Források úgy számolnak be, hogy már a hercegségek idején az állomány 2900- 3000 darabra becsülték. Ahogy az a hercegi időkben is, Hőgyész manapság újra a legjobb gímes és vaddisznós területek egyikekén van számon tartva szakmai berkekben. 2005-ben Magyarország legnagyobb trófea tömegű gímbikája Hőgyészen esett el. A hivatalos bírálaton 239, 22 IP pontot kapott a 13,80 kg-os trófea. 2010-es gímszezon legjobb trófeája 13,46 kg-ot nyomott, pontszáma 225,85 IP volt. A hőgyészi bikák már évtizedek óta bizonyítanak és az ország legjobbjai között szerepelnek hosszú évtizedek óta. Íme néhány példa a múltból:
| Községhatár | Elejtés éve | Trófeatömeg | CIC Pontszám | Elejtő          |
| ----------- | ----------- | ----------- | ------------ | --------------- |
| Hőgyész     | 1963.       | 9,25 kg     | 213,48 IP    | Eugen Cordt     |
| Csibrák     | 1979.       | 13,30 kg    | 241,31 IP    | Kurt Lutz       |
| Hőgyész     | 1981.       | 13,20 kg    | 239,60 IP    | Stefano Rivoirg |
| Hőgyész     | 2001.       | 14,30 kg    | 229,97 IP    | Joseph Kress    |
| Hőgyész     | 2005.       | 13,80 kg    | 239,22 IP    | n.a.            |
| Hőgyész     | 2010.       | 13,46 kg    | 225,22 IP    | n.a.            |

Hőgyész mellett említésre méltó a kisszékelyi terület, mely már 1971-ben is kiváló agancsokat produkált (11,70kg, elejtő: Gyenes V., 1971- 230,86 IP). Természetesen a későbbi eredmények sem maradtak el (11,28kg, elejtő: Andreas Flantz, 1999.- 230,49 IP). Kistápén, Németkéren is egyre figyelemreméltóbb agancsosok kerülnek puskavégre. 2009-ben több mint 11 kg-os bika is terítékre került. Gyulajon mai napig megtalálható a gím, ám kisebb létszámban és agancsminőséggel, mint hajdanán. A régmúlt idők csodálatos gímbikáit mutatja be egy- két korabeli trófeajellemző:
| Községhatár | Elejtés éve | Trófeatömeg | CIC Pontszám | Elejtő         |
| ----------- | ----------- | ----------- | ------------ | -------------- |
| Gyulaj      | 1961.       | 11,05 kg    | 223,52 IP    | Walter Kurt    |
| Gyulaj      | 1975.       | 11,55 kg    | 240,78 IP    | Jules Hagedorn |

Pincehelyi és Németkéri Vadászterület:
A vadászterület nagysága összesen ~13 600 hektár. Pincehelyen, Németkéren a szabad területi gím és dám állomány nagyon jó minőségű. Az őzállomány közepes, de a teríték nagyságánál fogva meghatározó a Gyulaj Zrt. vadgazdálkodásában. A vaddisznó jelentős része szabadterületi vadászatokon kerül terítékre, de bőven kerül puskavégre a 700 hektáros vegyes- nagyvadas kertünkből is. Sikerült elérni, hogy mára már e kerten belül is kiváló adottságokkal rendelkező dám-állomány él.
| Vadászterület | Elejtés éve | Trófeatömeg |
| ------------- | ----------- | ----------- |
| Pincehely     | 2007.       | 5,27 kg     |
| Pincehely     | 2007.       | 4,73 kg     |
| Pincehely     | 2008.       | 4,75 kg     |
| Pincehely     | 2010.       | 5,05 kg     |
| Pincehely     | 2011.       | 5,25 kg     |
| Pincehely     | 2013.       | 5,51 kg     |

| Vadászterület | Elejtés éve | Trófeatömeg |
| ------------- | ----------- | ----------- |
| Pincehely     | 2007.       | 11,46 kg    |
| Pincehely     | 2007.       | 10,95 kg    |
| Pincehely     | 2008.       | 10,30 kg    |
| Pincehely     | 2010.       | 11,09 kg    |

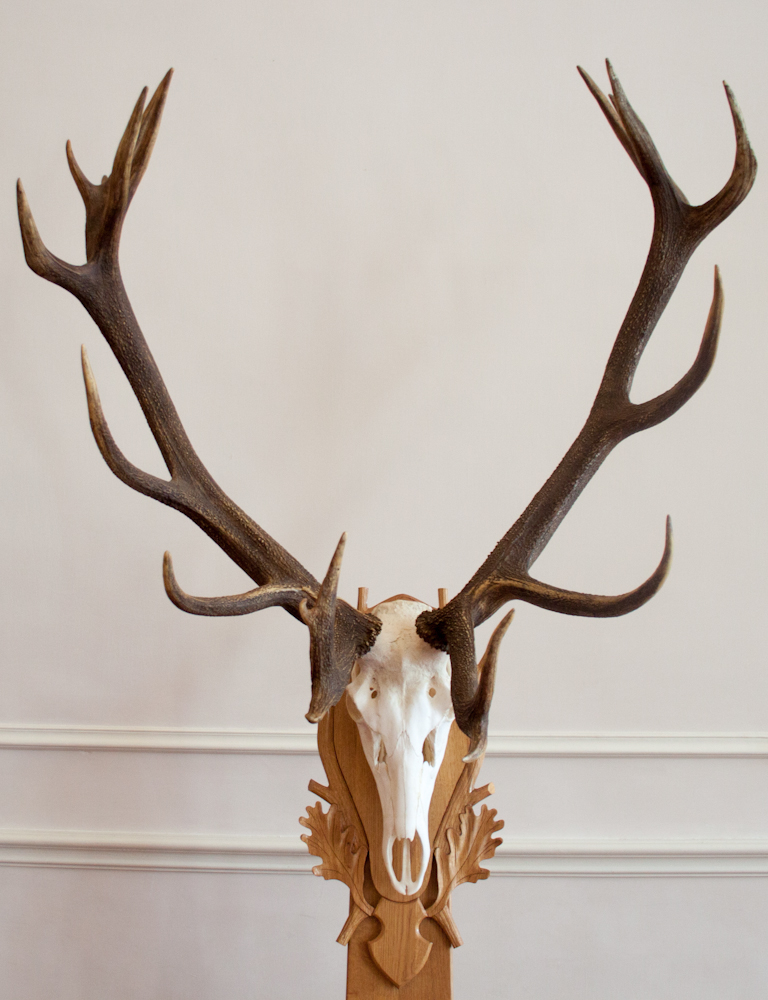
A szálkai 22-es (1891) a hatvani vadászati múzeumban

Bár nem a Gyulaj Zrt. üzemi területén esett, mindenképpen említésre méltó, hogy Magyarország egyik leghíresebb és legelső CIC világrekord gímszarvasa is a Zrt. gazdálkodási területének megyéjében, Tolna vármegyében esett, Szálka községhatárban. A híres „Szálkai bikát” 1891-ben, az akkori területbérlő Reinspach János ejtette el. A páratlan 22-es agancsú, elágazó szemágú bika 11,25 kg-ot nyomott és több nemzetközi bírálaton is 243,90 ponttal világ legjobbjának lett nyilvánítva.

#### Vaddisznóagyarak
A vaddisznó, mint már ősidők óta jelenlévő, őshonos vadfaj a Tolna vármegyei területen mindig is számottevő mennyiségben és minőségben volt jelen. A Gyulaj Zrt. gazdálkodási területén számos kitűnő agyarú kan esett már el. Mi sem bizonyítja ezt jobban a megannyi múltbeli feljegyzés a terület aranyérmes kan kiválóságairól:
| Vadászterület  | Elejtés Éve | Agyarhossz | CIC Pontszám |
| -------------- | ----------- | ---------- | ------------ |
| Hőgyész        | 2004.       | 25,50 cm   | 140,85 IP    |
| Gyulaj         | 1993.       | 26,60 cm   | 130,50 IP    |
| Bikács/Kistápé | 1992.       | 26,05 cm   | 125,15 IP    |
| Bikács/Kistápé | 1992.       | 20,85 cm   | 125,05 IP    |
| Hőgyész        | 1991.       | 21,65 cm   | 122,70 IP    |
| Hőgyész        | 1993.       | 19,60 cm   | 122,70 IP    |
| Gyulaj/Óbiród  | 1994.       | 21,75 cm   | 122,35 IP    |
| Gyulaj         | 1984.       | 24,00 cm   | 122,30 IP    |
| Gyulaj         | 1975.       | 22,45 cm   | 122,05 IP    |
| Gyulaj         | 1981.       | 21,00 cm   | 121,90 IP    |
| Gyulaj/Óbiród  | 2000.       | 22,00 cm   | 121,05 IP    |
| Nagydorog      | 1994.       | 19,70 cm   | 120,70 IP    |
| Kisszékely     | 1980.       | 19,00 cm   | 120,50 IP    |
| Gyulaj         | 1975.       | 21,80 cm   | 120,20 IP    |
| Gyulaj         | 1978.       | 19,80 cm   | 120,20 IP    |
| Bikács/Kistápé | 1991.       | 19,30 cm   | 120,20 IP    |

## Tolna vármegye vadbősége
Tolna vármegye 18. századi vadbőségéről írta Bél Mátyás: 
…különösen a szakadékos hegyekben, berkekben és erdőkben otthonosak a szarvasok, dámvadak és nyulak. Nem nélkülöznéd a hiúzokat és a hozzájuk hasonló állatfajtát sem…
. Moldoványi József 19. század eleji, Tolna vármegyét ismertető tanulmánya ily módon számol be a tolnai erdők vadbőségéről: 
A gyönyörű, és nagy erdőknek csalogató s vidám szemlélése, az azokban számtalan vadaknak csordái csudálkozásra indítják az utazót, el annyira, hogy azokat egy csoportban látván, messziről valamely helység csordáinak véli, míg végre közelebb érvén azokhoz, szarvasoknak, dám vadaknak, vagy őzeknek lenni megismerni. N. Mgú Galánthai Hertzeg Eszterházy Urnak híres Vadász Planumai vannak, mellyekben majd minden harmadik esztendőben számos, és külföldi vendégekkel megjelenvén, pompás vadászatot tart, és méltán, mert egész Európában Uralkodó udvarok oly jeles, és számos vadakkal nem bővelkednek. 1822. esztendő 27-ik Augusztustól kezdve 1-ső Szeptemberig, amint azt az erdői fő hivatal írásban, bébizonyította, mindenféle vadaknak számát öszvevévén, a vadászaton mulató majd honi, majd külföldi Uraságok 1100 darab vadat lőttek – hány sebesítetett meg, el lehet gondolni és csak ugyan Ő Hertzegsége oly számos és jeles vadjainak őrzésére, sok vadászokat és erdő őrzőket nagy költséggel tart.
 Tamásiban vadaskertet említ, a Regölyben lévőben pedig annyi a vad, „hogy egy napi vadászaton 300- 400 vadat lövetnek”. Egy 1829-es Egyed- féle írás Nagyszékely községhatáráról annyit ír, hogy az erdő „szarvasokkal s más vadakkal is bővölködik”. A már akkor jelenlevő vadbőségre számos helységnév is utal Tolna vármegyében.

## Orvvadászat a Gyulaj Zrt. területén
A vadban való gazdagság óhatatlanul hozta magával az illegális vadászat gyakorlatát is. Számos forrás megerősíti, hogy Tolna vármegye frekventált helye volt az orvvadászatnak már az akkori időkben is. 1804- ben Presser János felsőnánai erdőkerülő jelentette a következőnek az Apponyi- uradalom egyik tisztjének: 
…...kötelessége szerént az erdőt kerűlvén, jelen lévén tapasztalt eleinte egy, azután másik puska lövéseket, mely lövések után amidőn vizsgálódott az erdőbe, látott egy embert puskájával ott járni, de mivel az erdőben lévő csapásról azon egy embernek társakat is gondolt lenni, azért közelebb nem ment azokhoz, hanem, hogy ezen észre vett tolvaj, puskásokat megfoghassa, egy véle lévő embert segítségért küldött Nánára, ahonnét is négyen segítségre ki is jöttek, s- ezután magokat két felé osztván lest álltak, hogy t.i. merre jönnének ki az tolvaj vadászok, amint ki is jöttek négyen, hoztak magukkal egy borjas őz tehenet.
 1826-ban orvvadászaton érték Schvarz Jánost, kinek vallomásában ez állt: 
…...Július 5-én Eisenman Simon urasági erdő csősze társaságában előszer a Teveli setét völgyben, annak utána én az Hőgyészi Cseföi Tilos erdő belsőbb részeiben két kutyámmal nagyobb vadakra vadászván az Hőgyészi Vadaskerti Nemecz nevezetű vadász harmadmagával reám ütöttek, futással sem tudván magam segétteni, társam a kutyákkal elillant, én pedig elfogatattván puskámmal, mely ficzkókkal volt töltve, Hőgyészre hajtattam.
Az akkori kornak megfelelően az orvvadászok a határt szánnal, kocsival, vagy csónakon utazva járták, mert így könnyebben jutottak a figyelmes vadak közelébe. Források erősítik meg, hogy sok orvvadászat az éjszaka leple alatt történt, azonban az orvvadászat a mai napig sem kerüli a környéket.